# Пялль Едуард Миколайович
Едуард Миколайович Пялль (15 жовтня 1903, село Кооса Куристської (Кавасту) волості Ліфляндської губернії, тепер повіту Тартумаа, Естонія — 13 червня 1989, місто Таллінн, тепер Естонія) — естонський радянський діяч, мовознавець, голова Президії Верховної ради Естонської РСР, заступник голови РНК Естонської РСР, секретар ЦК КП(б) Естонії з пропаганди та агітації. Член Бюро ЦК КП(б) Естонії з 27 липня 1944 до 26 березня 1950 року. Депутат Верховної ради СРСР 2—3-го скликань. Член-кореспондент Академії наук Естонської РСР (з 1961 року).

## Біографія
Народився в родині сільського коваля. З десятирічного віку працював на сільськогосподарських роботах, з дванадцятирічного віку був пастухом. Навчався в Тартуській початковій школі, з 1915 по 1918 рік був учнем Тартуської комерційної школи. У 1918 році разом із родиною переїхав до міста Нарви.
З грудня 1918 до серпня 1919 року разом із батьком служив добровольцем у Червоній армії. Батько загинув на фронті. Едуард Пялль служив зв'язківцем-розвідником, брав участь у боях біля Пскова і на території Латвії.
З вересня 1919 до 1921 року навчався на робітничому факультеті при Естонському пролетарському університеті в Петрограді.
Член РКП(б) з 1920 року.
З 1921 по серпень 1924 року — студент Ленінградського естонського педагогічного інституту.
У серпні 1924 — серпні 1926 року — викладач Татарської районної школи радянського та партійного будівництва Сибірського краю.
У серпні 1926 — серпні 1929 року — студент Ленінградського педагогічного інституту імені Герцена.
У вересні 1929 — серпні 1932 року — викладач естонської мови в Естонсько-фінському педагогічному технікумі.
У серпні 1932 — червні 1935 року — аспірант відділення естонської мови Ленінградського інституту філології (мовознавства) і літератури.
У червні 1935 — червні 1938 року — вчений секретар Ленінградського інституту мовознавства. Викладав естонську мову і літературу в Ленінградському державному університеті та в педагогічному інституті імені Герцена.
У червні 1938 — червні 1940 року — старший науковий співробітник і завідувач кабінету фінно-угорських мов Інституту мовознавства і мислення імені Марра Академії наук СРСР.
У вересні 1940 — січні 1941 року — заступник відповідального редактора газети ЦК КП(б) Естонії «Комуніст» в місті Талліні.
18 лютого 1941 — 30 грудня 1943 року — заступник голови Ради народних комісарів Естонської РСР. Під час німецько-радянської війни в 1941 році був уповноваженим Комітету оборони Естонської РСР на роботах із укріплення оборонних рубежів. Потім керував естонськими радіопередачами в Москві, брав участь в організації Естонського національного корпусу Червоної армії.
Одночасно, 3 червня 1941 — 1943 року — народний комісар державного контролю Естонської РСР.
23 квітня 1943 — 5 квітня 1947 року — секретар ЦК КП(б) Естонії з пропаганди та агітації.
5 березня 1947 — 4 липня 1950 року — голова Президії Верховної ради Естонської РСР.
У 1950—1955 роках — завідувач кафедри естонської мови та літератури Таллінського педагогічного інституту.
У 1955—1968 роках — директор Інституту мови та літератури Академії наук Естонської РСР.
У 1968—1973 роках — академік-секретар відділення суспільних наук Академії наук Естонської РСР.
У 1973—1974 роках — старший науковий співробітник Інституту мови та літератури Академії наук Естонської РСР.
З 1974 року — персональний пенсіонер у місті Талліні.
Помер 13 червня 1989 року в Таллінні. Похований на цвинтарі Метсакальмісту.

## Нагороди та премії
- орден Леніна (12.10.1973)
- орден Жовтневої Революції (14.10.1983)
- орден Вітчизняної війни І ст. (1945)
- орден Вітчизняної війни ІІ ст. (11.03.1985)
- орден Трудового Червоного Прапора (14.01.1963)
- орден Червоної Зірки
- орден «Знак Пошани» (30.12.1956)
- медалі
- Заслужений діяч науки Естонської РСР (1969)